# Будж (община Пале)
Будж (на сръбски: Буђ) е село в Босна и Херцеговина, разположено в община Пале, в ентитета на Република Сръбска. Населението му според преброяването през 2013 г. е 26 души, от тях: 25 (96,15 %) сърби и 1 (0,84 %) неопределени.

## Население
Численост на населението според преброяванията през годините:
- 1961 – 170 души
- 1971 – 162 души
- 1981 – 110 души
- 1991 – 57 души
- 2013 – 26 души